# Ivan Sabanov
Ivan Sabanov (Subotica, Serbia; 25 de junio de 1992) es un tenista profesional serbio.
Sabanov alcanzó el puesto 75 en el ranking ATP de dobles el 18 de abril de 2022; mientras que en individuales llegó al puesto 907 en el 25 de agosto de 2014.
Sabanov hizo su debut en el cuadro principal de la ATP en el Torneo de Umag 2018 en el cuadro de dobles junto a su hermano gemelo Matej.
En 2021, dejó de representar a Croacia para representar a Serbia.

## Títulos ATP (1; 0+1)

### Dobles (1)
| Leyenda                         |
| Grand Slam (0)                  |
| ATP World Tour Finals (0)       |
| ATP World Tour Masters 1000 (0) |
| ATP World Tour 500 (0)          |
| ATP World Tour 250 (1)          |

| N.º | Fecha               | Torneo     | Superficie    | Pareja        | Oponentes en la final       | Resultado   |
| --- | ------------------- | ---------- | ------------- | ------------- | --------------------------- | ----------- |
| 1.  | 24 de abril de 2021 | Belgrado I | Tierra batida | Matej Sabanov | Ariel Behar Gonzalo Escobar | 6-3, 7-6(5) |

#### Finalista (1)
| N.º | Fecha              | Torneo  | Superficie    | Pareja        | Oponentes en la final     | Resultado |
| --- | ------------------ | ------- | ------------- | ------------- | ------------------------- | --------- |
| 1.  | 9 de abril de 2022 | Houston | Tierra batida | Matej Sabanov | Matthew Ebden Max Purcell | 3-6, 3-6  |

## Títulos ATP Challenger

### Dobles (4)
| N.° | Fecha                | Torneo        | Superficie    | Pareja        | Oponentes en la final                | Resultado         |
| --- | -------------------- | ------------- | ------------- | ------------- | ------------------------------------ | ----------------- |
| 1.  | 20 de julio de 2019  | San Benedetto | Tierra batida | Matej Sabanov | Sergio Galdós Juan Pablo Varillas    | 6-4, 4-6, [10-5]  |
| 2.  | 21 de agosto de 2021 | Lüdenscheid   | Tierra batida | Matej Sabanov | Denys Molchanov Aleksandr Nedovyesov | 6-4, 2-6, [12-10] |
| 3.  | 4 de marzo de 2023   | Waco          | Dura          | Matej Sabanov | Evan King Mitchell Krueger           | 6-1, 3-6, [12-10] |
| 4.  | 17 de agosto de 2024 | Todi          | Tierra batida | Matej Sabanov | Filip Bergevi Mick Veldheer          | 6-4, 7-6(3)       |